# Andrea De Pino
Andrea De Pino (Amalfi, 4 giugno 1892 – Roma, 4 agosto 1966) è stato un giornalista e attore italiano.

## Biografia
Collaborò come giornalista a numerosi quotidiani e periodici. La sua attività sul grande schermo fu sporadica; cominciata nel 1948, si estese fino a poco prima della morte con la sua partecipazione come caratterista a quasi venti pellicole; muore nella capitale all'età di 74 anni.

## Filmografia
- 11 uomini e un pallone, regia di Giorgio Simonelli (1948)
- La sposa non può attendere, regia di Gianni Franciolini (1949)
- Se fossi deputato, regia di Giorgio Simonelli (1949)
- Auguri e figli maschi!, regia di Giorgio Simonelli (1951)
- Sette ore di guai, regia di Vittorio Metz e Marcello Marchesi (1951)
- Amo un assassino, regia di Baccio Bandini (1951)
- Il microfono è vostro, regia di Giuseppe Bennati (1951)
- Dov'è la libertà...?, regia di Roberto Rossellini (1952)
- Il seduttore, regia di Franco Rossi (1954)
- Bravissimo, regia di Luigi Filippo D'Amico (1955)
- Destinazione Piovarolo, regia di Domenico Paolella (1955)
- Moglie e buoi, regia di Leonardo De Mitri (1956)
- La banda degli onesti, regia di Camillo Mastrocinque (1956)
- Parola di ladro, regia di Gianni Puccini e Nanni Loy (1957)
- Audace colpo dei soliti ignoti, regia di Nanni Loy (1959)
- Il vedovo, regia di Dino Risi (1959)
- La dolce vita, regia di Federico Fellini (1960)
- Il commissario, regia di Luigi Comencini (1962)
- Il vigile ignoto, episodio di Le motorizzate, regia di Marino Girolami (1963)
- Il marito di Olga, episodio di I nostri mariti, regia di Luigi Zampa (1966)

## Doppiatori italiani
- Lauro Gazzolo in Bravissimo
- Cesare Polacco in Il vedovo